# Hymne à l'amour
Pour les articles homonymes, voir L'Hymne à l'amour.
Pour l’article ayant un titre homophone, voir Hymnes à l'amour.
Hymne à l'amour est une chanson d'Édith Piaf sortie en 1950, dont les paroles ont été écrites par Édith Piaf et la musique par Marguerite Monnot.
Devenue un classique de la chanson française, elle compte parmi les plus grands succès d’Édith Piaf.

## Histoire
Édith Piaf écrit Hymne à l'amour en pensant à l’homme qu’elle aime, le boxeur Marcel Cerdan, rencontré en 1948 à New York, où elle est en tournée. Début 1949, le couple achète une maison à Boulogne-Billancourt : c’est dans cet intérieur qu’elle écrit ce qui va devenir l’un de ses plus grands succès.
Arrangé par Albert Lasry, la chanson est déposée le 28 juillet 1949 et approuvée par la SACEM le 8 août. Marguerite Monnot se serait inspirée du Lied Frühlingsnacht de Robert Schumann en composant la musique.
Initialement, Édith Piaf aurait offert L'Hymne à l'amour à Yvette Giraud, qui l'enregistrera seulement en 1965, après la mort de Piaf.
Finalement, Édith Piaf chante cette chanson pour la première fois le 14 septembre 1949 au « Versailles », un cabaret de New York. Le 28 octobre 1949, Marcel Cerdan meurt dans l'accident du vol Air France 009 et, malgré le choc de cette perte, elle monte symboliquement le soir même sur scène afin de lui rendre hommage en chantant et en lui dédiant cette chanson,.
Elle l'enregistrera finalement le 2 mai 1950 avec l'orchestre de Robert Chauvigny.
Édith Piaf interprète la chanson dans le film Paris chante toujours de Pierre Montazel, en 1952.
Le 22 novembre 2015, Céline Dion chante l'Hymne à l'amour au cours de la cérémonie des American Music Awards, en hommage aux victimes des attentats de Paris du 13 novembre 2015. Le 26 juillet 2024, elle interprète la chanson une nouvelle fois, à la fin de la cérémonie d'ouverture des Jeux olympiques d'été de 2024 à Paris, depuis le premier étage de la tour Eiffel. Sa prestation, alors qu'elle n'a pas chanté depuis 2020 en raison de la maladie de la personne raide dont elle est atteinte, est saluée presque à l'unanimité par les critiques et le public.
En 2016, un sondage réalisé par l'institut BVA la désigne « chanson d'amour francophone préférée des Français ».

## Reprises et adaptations
La chanson a été reprise plusieurs fois et adaptée dans différentes langues, avec quelques modifications du texte quand l’interprète est un homme, à l'exemple de la version de Johnny Hallyday (lors de son spectacle Lorada Tour en 1995-1996), « je me ferais teindre en blonde » devenant « j’oublierais brunes et blondes ».

### Reprises
- Catherine Ribeiro l'interprète dans son album Le blues de Piaf paru en 1977[10]
- Le groupe Cyclope (oc) la reprend en 1984.
- Mireille Mathieu reprend cette chanson sur son album Mireille Mathieu chante Piaf sorti en 1993, en 2003 puis en 2012.
- Julien Clerc reprend la chanson avec une légère modification du texte, « Je ferais le tour du monde, si tu me le demandais » remplaçant « Je me ferais teindre en blonde, si… », sous le plume de son parolier Jean-Loup Dabadie (album Olympia intégral 94).
- 1992 >1995 : Jeff Buckley reprend régulièrement cette chanson précédant le Mystery White Boy Tour (1994-1995), puis pendant la tournée elle-même. Point d'orgue, il interprète l'Hymne à l'Amour durant le concert du Bataclan à Paris, le 11 février 1995[11], et qu'on peut entendre sur le Live from the Bataclan sorti à la fin de cette même année.
- 1995 : Johnny Hallyday pendant le Lorada Tour[12] (album Lorada Tour).
- 2003 : le chanteur américain Josh Groban l'adapte en français sur son album Closer'[13].
- Alain Barrière l’a interprétée en 2007 dans son album Chansons françaises.
- 2008 : dans la comédie musicale Il était une fois les années 60 jouée à l'Olympia, elle est chantée par Sabrina Rauch, dans une scène de flash-back.
- 2009 : Sur la scène de l'Olympia, où elle se produit, Sylvie Vartan est rejointe sur scène par Johnny Hallyday pour un duo sur un « Medley Piaf », regroupant Hymne à l'amour et Non, je ne regrette rien[14],[15] (album Sylvie live).
- Lara Fabian reprend la chanson sur son album Toutes les femmes en moi sorti en 2009.
- Patricia Kaas reprend la chanson sur son album Kaas chante Piaf sorti en 2012.
- 2014 : reprise par Sílvia Pérez Cruz dans son album Granada[16]
- Au Québec, la chanteuse Nicole Martin en fait le titre de l’un de ses albums (« L'Hymne à l'amour » en 1976) et Hymne à l’amour est devenu l’un de ses plus grands succès. Elle le reprend même à nouveau en 2010 et l’incorpore à son album Cocktail de douceur.
- Le chanteur québécois Gerry Boulet en a fait quant à lui une version live très populaire avec son groupe Offenbach. On peut d’ailleurs l’entendre sur les albums Tabarnac et L’ultime.
- 2024 : une version a cappella est interprétée par Laura Clauzel lors de l'hommage national à Maryse Condé à la Bibliothèque nationale de France le 15 avril[17]
- 2024 : Céline Dion interprète cette chanson depuis le premier étage de la Tour Eiffel, lors de la cérémonie d'ouverture des Jeux Olympiques d'été le 26 juillet[18].

### Adaptations
En anglais :
- Elle est enregistrée en 1954 par la chanteuse Kay Starr sous le titre If You Love Me (Really Love Me).
- Elle a été traduite en anglais par Brenda Lee en 1961 sur l’album Emotions, sous le titre If You Love Me.
- En 1976 aussi Mary Hopkin l’enregistre et connaît un succès en Grande-Bretagne.
- En 2015, version reggae de Kiddus I sur l'album Take a Trip. Une version différente est incluse en 2019 sur l'album Inna de Yard.
- En 2017, Phil Collins reprend la chanson dans sa tournée Not Dead Yet sous le même titre que Kay Starr.

En japonais :
La chanson est adaptée en japonais dans les années 1950 sous le titre Ai no Sanka (愛の讃歌), version reprise de nombreuses fois par la suite. Hikaru Utada sort en 2010 sa propre adaptation de la chanson, Hymne à l'amour ~Ai no Anthem~.
- par Fubuki Koshiji en 1951
- par Hibari Misora en 1962, en single
- par Akihiro Miwa en 1979
- par Minako Honda en 1994, sur son album Junction
- par Keisuke Kuwata en 1998, en concert
- par Kazuya Ichijō en 2003, sur son album Tight Rope: Ai no Kazuya Ichijō
- par Kazuyoshi Saito en 2003, en face B de son single Niji
- par Ayumi Nakamura en 2004, sur son album Rocks
- par Atsushi Sakurai en 2005, en face B de son single Wakusei
- par SOPHIA en 2005, en face B de son single One Summer Day
- par Hiromi Iwasaki en 2006, sur son album Dear Friends III
- par Kenichi Mikawa en 2006, en single, interprétée au 56e Kōhaku Uta Gassen

Single d'Hikaru Utada :
Singles de Hikaru Utada
Beautiful World -Acoustica Mix-
(2009) Goodbye Happiness
(2010)
Singles par Utada
Dirty Desire
(2009)
Hymne à l'amour ~Ai no Anthem~ (Hymne à l'amour ～愛のアンセム～) est une chanson d’Hikaru Utada, sortie en "single digital" en 2010. C’est une nouvelle adaptation en japonais de la chanson Hymne à l’amour d’Édith Piaf. Hikaru Utada a écrit pour l’occasion de nouvelles paroles sur la musique de Marguerite Monnot, différentes de celles de l’adaptation de 1951 habituellement reprise au Japon, Ai no Sanka (愛の讃歌).
La chanson d’Utada sort en téléchargement au Japon sur le label EMI Music Japan, d’abord le 28 septembre 2010 en sonnerie pour téléphone portable dans une version courte, puis en « single digital » le 9 octobre suivant dans sa version complète. Elle atteint la 7e place du classement Billboard Japan Hot 100. Elle sort également en téléchargement aux États-Unis le 27 octobre suivant.
La chanson d’Utada est utilisée comme thème musical pour une publicité pour la marque Pepsi Nex dans laquelle apparait la chanteuse, dans le cadre d'une campagne publicitaire composée d’une série de clips mettant en scène des vedettes reprenant des chansons célèbres, dont Kumi Koda, Perfume ou L'Arc-en-Ciel. La reprise d’Utada sert aussi à promouvoir sa double-compilation Single Collection Vol.2 qui sort le mois suivant et sur laquelle elle figure, sur le disque supplémentaire consacré aux nouveautés. Une autre des nouvelles chansons de cet album, Can’t Wait ’Til Christmas, lui succédera dans une seconde publicité pour Pepsi Nex avec Utada en décembre.
Autres langues :
- Himno al amor, en espagnol, par Antonio Machin (1954), Paloma San Basilio (1992), Dyango (2001), Brenda Asnicar
- Hino ao amor, en portugais, par Dalva de Oliveira, Maysa Matarazzo (album Maysa É Maysa... É Maysa... É Maysa/ 1959), par Samuel Julião (2012)
- Inno all'amore, en italien, par Milva (1961)
- Himna Ljubavi en serbe, par Senka Veletanlić (1962)
- Hymni Rakkaudelle, en finnois, par Tuulikki Eloranta (album Hymni Rakkaudelle/ 1974), Irmeli Mäkelä, Ragni Malmstén, Marjatta Leppänen
- Loflied Der Liefde en néerlandais, par Conny Vandenbos
- Til Dig, en danois, par Bamse (album Din Sang/ 1977)
- Kap Nei (給你 To You), en cantonais, par Anthony Wong (album Yeuk Seui/ 2006)
- Innu à l'Amore, en corse, par le groupe "I Campagnoli" (2015)

### Versions instrumentales
- Paul Mauriat (album Hymne à l’amour / 1977)
- Tokyo Ska Paradise Orchestra (album Kinou Kyou Ashita / 2009)
- Gautier Capucon en 2020.

## Cinéma, musique de film
- 2001 : Sexy Boys de Stéphane Kazandjian. Version rock chantée par Julien Baumgartner, Jérémie Elkaïm, Armelle Deutsch, Virginie Lanoué et Matthias Van Khache (pré-générique).

## Dans la littérature
- Cette chanson donne son titre à Hymnes à l’amour, roman d’Anne Wiazemsky.